# Баталла, Жан
Жан Баталла́ (фр. Jean Batalla; 22 июля 1888, Марсель — 5 июля 1963) — французский пианист и музыкальный педагог.
Окончил Парижскую консерваторию (1903), ученик Луи Дьемера. В 1906 году одержал победу на пианистическом конкурсе имени своего наставника. Концертировал как солист (в частности, в 1907 году удостоился восторженного приёма в Страсбурге, исполнив Четвёртый концерт Камиля Сен-Санса). Как камерный исполнитель выступал, в частности, с Морисом Вьё.
На протяжении многих лет преподавал сперва в Американской консерватории в Фонтенбло, затем в Парижской консерватории. Среди его учеников, в частности, Габриэль Таккино, Кертту Бернхард, Пауль Мюллер-Цюрих.
Жану Баталла посвящена Соната № 1 Люсьена Шевалье.